# My Rock Favourites
My Rock Favourites är ett coveralbum med Nanne Grönvall från 2011.

## Låtlista
1. Shadow On The Wall
2. Nag
3. Heaven's On Fire
4. Shoud I Stay Or Should I Go
5. Will You Be There
6. All Night Long
7. I Wanna Be Sedated
8. Crazy Horses
9. Everyday
10. Black Cat
11. Bad To The Bone
12. I Don't Wanna Talk About It
13. Thunderstuck
14. I Can't Dance
15. Biggest and The Best (Clawfinger)
16. If The Kids Are United

## Medverkande
- Nanne Grönvall - sång
- Tobbe Stener - gitarr
- Nalle Påhlsson - bas
- Perra Johansson - trummor
- Peter Grönvall - synt

### Fotnoter
1. ↑  ”Svensk mediedatabas”. http://smdb.kb.se/catalog/id/002771805. Läst 27 december 2011.